# Кольцо главных идеалов
Кольцо главных идеалов — кольцо, каждый идеал которого является главным. В случае некоммутативного кольца различают кольцо главных правых идеалов и кольцо главных левых идеалов.

## Примеры
- Все евклидовы кольца, в том числе, кольцо целых чисел {\displaystyle \mathbb {Z} }, являются кольцами главных идеалов.
- Пример кольца, не являющегося кольцом главных идеалов — кольцо многочленов {\displaystyle \mathbb {R} [x,y]}. В нём идеал, порождённый {\displaystyle \langle x,y\rangle } не является главным, то есть, не может быть порождён одним элементом кольца.

## Свойства
- Кольцо главных идеалов является нётеровым.
- Кольцо главных идеалов является кольцом Безу.